# Šepetani prevod
Šepetáni prevòd (francosko chuchotage) je vrsta tolmačenja, pri kateri tolmač stoji oziroma sedi poleg tistih, ki jim tolmači, in simultano prevaja govorca, in sicer šepetaje. Z razliko od šepetanega prevoda je tolmač pri simultanem tolmačenju v kabini, pri čemer je prevod slušateljem posredovan preko slušalk. 
Šepetani prevod se uporablja v primerih, ko so slušatelji, ki ne razumejo jezika govorca, v manjšem številu. 